# Utbeerte
Utbeerte of Uther Beerte is een verdronken kerkdorp in het Dollardgebied. Het lag in de buurt van Ditzumerhammrich. De naam betekent 'uitwaarts gelegen buurt'. De parochie Utebert had omstreeks 1475 geen pastoor meer. In 1529 was Utherbeerte nog bewoond. Als eiland Wter bert of Utbeerte wordt het vermeld in 1585 en 1599. De kaart van Jacob van der Meersch uit 1574 gebruikt de naam Hambrich, maar localiseert dit verder noordelijk (bij De Blinken). Het eiland werd vermoedelijk zwaar getroffen door de stormvloed van 1587, maar ook daarna zouden er volgens gedrukte kaarten nog een of meer bewoonde halligen zijn geweest. De resterende kwelders zijn opgenomen in de Heinitzpolder (vanaf 1773).
Onder de verdronken dorpen wordt ook Oosterbeerte genoemd. Deze plaats komt niet voor in middeleeuwse bronnen. Mogelijk is er sprake van een verdubbeling met Utbeerte; het kan ook zijn dat men de verdronken voorganger van de kerk van Beerta bedoelde, waarvan de restanten vermoedelijk nog rond 1500  zichtbaar waren.

## Uterbeerta (Uiterburen)
Utbeerte moet niet worden verward met Uterbeerta onder Scheemda op de grens van Scheemda met Zuidbroek (Groningen). Nog in de 17e en 18e eeuw bevond zich hier een gebiedje dat als Uterberta, Uterbeerta of Uiterboeren werd aangeduid. Een deel daarvan - met een woning aan de Oudedijksterweg - was ten minste sinds 1588 eigendom van de stad Groningen. De naam hangt kennelijk samen met de buurtschap Uiterburen onder Zuidbroek, dat oorspronkelijk (deels) in het Dollardgebied zal hebben gelegen. Hier is bovendien een middeleeuwse kapel opgegraven. 
Daarnaast wordt ook de buurtschap Uiterburen bij Slochteren in de eerste helft van de 15e eeuw als Utebert aangeduid.